# 성적 페티시즘
성적 페티시즘(영어: Sexual fetishism) 또는 페티시는 사람이 아닌 물건이나 특정 신체 부위 등에서 성적 쾌감을 얻는 것을 말한다.

## 내용
페티시즘은 과거 변태 성욕으로 치부되어 왔으나 근래에는 인간의 성욕 중 하나로 여겨지고 있다. 또 페티시즘 성향이 있는 사람들은 함께 동호회 활동을 하거나 페티시 클럽 등으로 욕구를 해결하기도 한다.

## 유형
페티시즘의 유형은 여러 가지가 있다. 대개 다음과 같이 나뉜다.

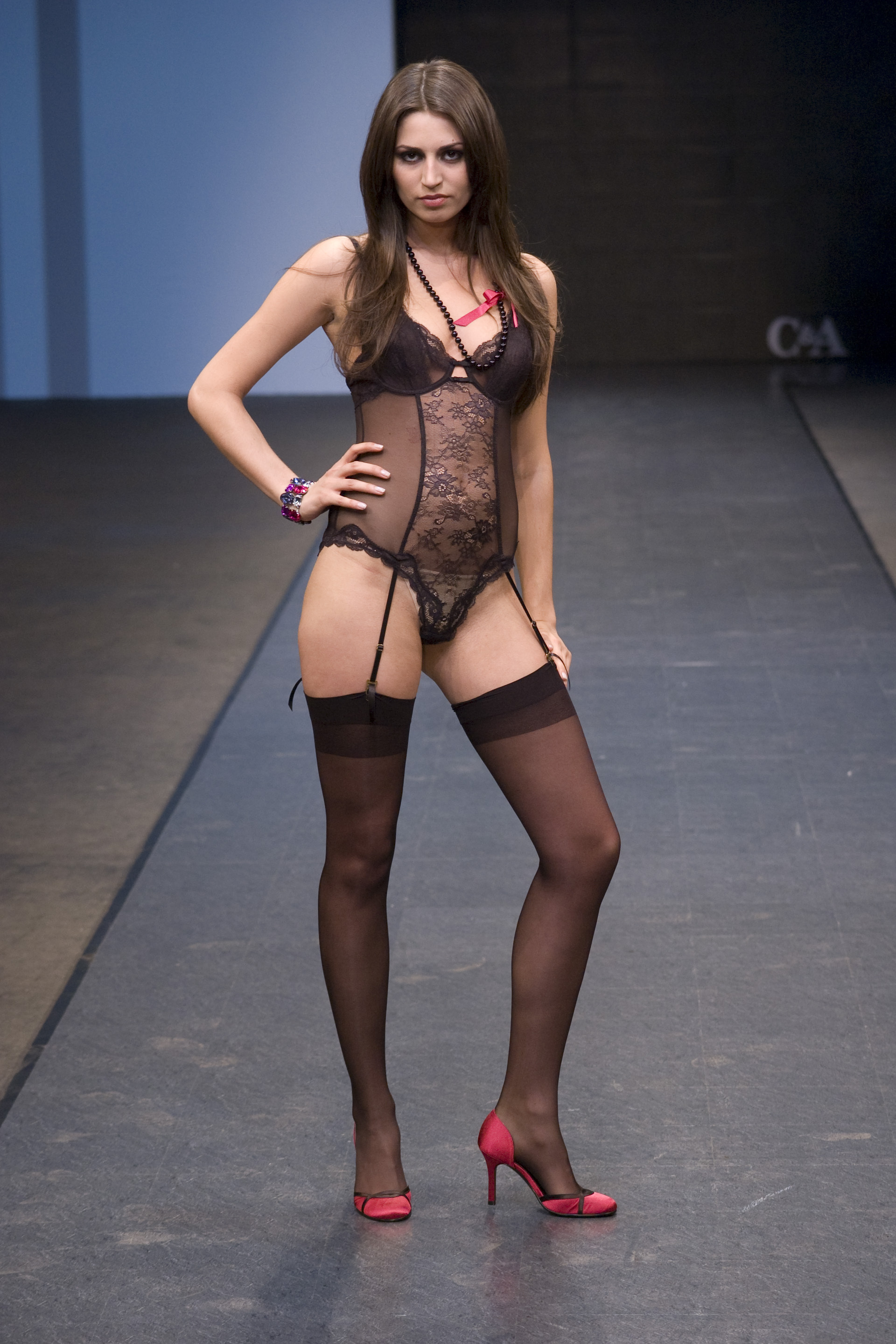
밴드 스타킹을 신은 여성

| - 인물 - 쉬메일 페티시즘 - 신체 부위 - 발 페티시즘, 다리 페티시즘 - 겨드랑이 페티시즘 - 생식기 페티시즘 - 심장 페티시즘 - 의복 - 복장 페티시즘 (교복, 제복 등) - 속옷 페티시즘 - 구두 페티시즘 - 부츠 페티시즘 | - 배설물 - 대소변 페티시즘 - 물건 - 기저귀 페티시즘 - 말 (언어) - 욕 페티시즘 - 신체의 상태 - 임신 페티시즘(Pregnancy fetishism) |

## 페티시룩
페티시룩이란 전형적인 여성적 패션이미지에 몸과 섹슈얼리티를 과장한 스타일로, 현대에는 장 폴 고티에의 페티시적인 룩이 이에 해당한다.

## 중고 속옷 및 착용 의류
페티시즘이 있는 사람은 이성이 착용하였던 속옷이나 의류를 통하여서도 성적 흥분을 느끼기도 하는데, 이를 충족시키기 위하여 인터넷 등을 통하여 거래를 하기도 한다. 이러한 풍속은 1990년대 일본에서 생겨났으며, 주로 부루세라숍이라는 상점에서 거래가 되었다. 이후 한국에 알려졌고, 이러한 거래의 경우 과도하게 선정적인 사진을 게재할 때 처벌이 되지만 거래 자체는 처벌되지 않는다.

## 페티시즘을 소재로 한 작품

### 영화
- 달빛 속삭임
- 소음순

## 같이 보기
- SM